# Heratemita
Heratemita Strand, 1932 è un genere di ragni appartenente alla famiglia Salticidae.

## Caratteristiche
Le femmine hanno un bodylenght (lunghezza del corpo senza le zampe) maggiore di quello dei maschi, circa 8 millimetri contro 5-7. Il cefalotorace è più largo che lungo, di colore nero, e ricoperto di una rada peluria violacea. Nella parte posteriore del pattern oculare vi sono quattro grandi macchie bianche. L'opistosoma ha forma allungata, con tre strisce bianche longitudinali e anch'esso con poca peluria.
Le zampe sono esili, di colore nerastro con anulazioni gialle, ad eccezione del primo paio, robusto e con tarso e metatarso giallo vivido. I cheliceri del maschio inizialmente sono paralleli per poi divergere ad angolo retto.

## Distribuzione
Le due specie oggi note di questo genere sono diffuse nell'Asia sudorientale: una è endemica delle Filippine, l'altra di Sumatra.

## Tassonomia
A dicembre 2010, si compone di due specie:
- Heratemita alboplagiata (Simon, 1899) — Filippine
- Heratemita chrysozona (Simon, 1899)[3] — Sumatra